# Fafhrd e il Gray Mouser
Fafhrd e il Gray Mouser è una serie di racconti fantasy composti da Fritz Leiber dal 1939 al 1988, esempio seminale del sottogenere sword and sorcery.
La serie prende il nome dai suoi due protagonisti: Fafhrd è un massiccio e sentimentale barbaro abile sia nella lotta sia nel canto, il Gray Mouser ("grigio acchiappatopi") è un piccolo e mercuriale ladro, ex-apprendista stregone. I due personaggi vivono nel mondo immaginario di Nehwon, in particolare nella metropoli di Lankhmar, e di professione sono avventurieri erranti: talvolta si guadagnano da vivere come mercenari e talatra come banditi, in generale trascorrono le loro esistenze bevendo, festeggiando, corteggiando, lottando, rubando e giocando d'azzardo, e raramente si fanno scrupoli sui propri datori di lavoro.
Fafhrd e il Mouser vennero ideati da Leiber di concerto con il suo amico Harry Otto Fischer: i giovani Leiber e Fischer non apprezzavano che nella narrativa pulp dell'epoca prevalessero i protagonisti superomistici, come Tarzan (1911-1965) di Edgar Rice Burroughs e Conan il cimmero (1932-1936) di Robert E. Howard, pertanto cercarono di creare un duo dalle caratteristiche verosimili; fu proprio Fischer, in una lettera a Leiber del Settembre 1934, a creare i nomi propri dei due personaggi e della città di Lankhmar. Fu tuttavia il solo Leiber a sviluppare queste idee in racconti, che egli compose in ordine anacronico e pubblicò su varie riviste tra gli anni Quaranta e Sessanta; infine, all'inizio degli anni Settanta, Leiber fece ristampare in volume tutti i testi e li ridispose in ordine cronologico, così da strutturare la serie attorno a una trama orizzontale ben delineata.
Nella sua forma finale la saga si presenta come una vera e propria biografia di Fafhrd e del Gray Mouser dalla giovinezza alla vecchiaia: nella prima età adulta i due personaggi abbandonano le proprie terre d'origine accompagnati dalle rispettive innamorate, fanno amicizia nella città di Lankhmar e perdono le loro amate in una tragica disavventura, il che li porta a girovagare come picari per diversi decenni, senza legami stabili né responsabilità; è solo nella piena maturità che i due, ormai stanchi di avventure, si ricreano un nuovo nucleo familiare lontano da Lankhmar, sulla remota e pacifica Isola della Brina.

## Ambientazione
I racconti si svolgono per la maggior parte nel mondo immaginario di Nehwon, il cui nome è la lettura inversa della parola inglese nowhen: "nessunquando". Secondo i sapienti autoctoni, Nehwon è una bolla fluttuante nelle acque dell'eternità, la cui superficie interna è divisa in due emisferi: su uno di essi sono sospesi gli astri del firmamento, sull'altro i vari continenti, risultando così in una geografia da terra cava. I due continenti situati ai poli della bolla, inoltre, sono regioni sovrannaturali precluse ai mortali: nel polo boreale ha sede il castello della Morte, circondato dalle cosiddette "terre d'ombra", mentre nel polo australe sorgono i palazzi delle divinità di Newhon.
Per quanto riguarda i continenti nella fascia temperata abitati dagli esseri umani, essi riprendono approssimativamente la geografia e gli ecosistemi del Vecchio Mondo: 
(Fritz Leiber, dal racconto "Induzione" antologizzato in Spade e diavolerie)
Il livello tecnologico degli abitanti di Nehwon varia tra l'età della pietra e il Basso Medioevo: Leiber ha precisato che gli abitanti di Lankhmar «possono essere paragonati ai Romani o immaginati, se posso usare il termine, come meridionali medievali», mentre riguardo alle Terre Orientali ha scritto: «Pensate ai saraceni, agli arabi, ai parti o anche agli assiri. Cavalcano cammelli ed elefanti e usano estensivamente l'arco.»
A livello cosmologico, Nehwon si colloca in un multiverso più vasto che comprende anche il pianeta Terra: nel racconto Il gambetto dell'adepto Fafhrd e il Gray Mouser utilizzano un portale dimensionale per recarsi nel Vicino Oriente di epoca ellenistica, mentre nel romanzo Le spade di Lankhmar un esploratore tedesco sbarca nel Mare Interno di Nehwon con un'astronave.

### Personaggi
Fafhrd è originario di un clan di guerrieri e fattucchiere nomadi delle Solitudini Fredde, le vaste tundre gelate nell'area sub-artica di Nehwon; è alto circa sette piedi (due metri e dieci), dalla corporatura solida e capelli e barba rossicci, e in gioventù ha studiato canto e poesia per diventare scaldo. Normalmente è armato con uno spadone a due mani, che grazie alla sua stazza e alla sua forza riesce a usare con una mano sola e che chiama Astagrigia (Graywand), un pugnale che chiama Spaccacuore (Heartseeker), un'ascia a una mano senza nome e un arco.
Il Gray Mouser è invece nato da genitori sconosciuti provenienti forse dalla città di Tovilyis nelle Terre del Sud, le regioni tropicali a meridione di Lankhmar, ed è stato allevato e istruito da un mago nelle campagne fuori Lankhmar; ha una corporatura minuta "non molto sopra i cinque piedi" (circa un metro e sessanta), la pelle olivastra e i capelli brizzolati fin da giovane, normalmente combatte con una spada o sciabola chiamata Cesello (Scalpel), una main gauche chiamata Zampino (Cat's Claw) e una frombola che carica con palle di piombo; è inoltre in grado di compiere semplici incantesimi e malocchi.
I due personaggi perdono regolarmente le loro armi di avventura in avventura e per abitudine ribattezzano sempre i nuovi equipaggiamenti con i medesimi nomi.
A livello emotivo i due personaggi tendono a completarsi a vicenda: il Mouser ha una mente analitica e machiavellica ma tende all'autocompiacimento e a esagerate elucubrazioni, mentre Fafhrd è sentimentale e talvolta ingenuo ma dotato di grande senso pratico. Ambedue, inoltre, furono presi sin dalla giovinezza da un desiderio di abbandonare le loro remote e provinciali terre natali, viaggiare per il mondo e godere dei piaceri della vita, ed è tale impulso che li ha fatti incontrare e associare.
Comprimari principali di Fafhrd e del Gray Mouser sono i due volubili stregoni Ningauble dai Sette Occhi (Ningauble of the Seven Eyes), logorroico e pomposo signore di una caverna nei deserti orientali, e Sheelba dal Volto Senza Occhi (Sheelba of the Eyeless Face), laconico e glaciale padrone di una capanna mobile nelle paludi di Lankhmar: i due maghi prendono alle loro dipendenze rispettivamente Fafhrd e il Mouser durante il racconto La maledizione ciclica (The Circle Curse) e se a volte si rivelano generosi mentori prodighi di informazioni e consigli, più spesso indirizzano i due avventurieri verso avventure eccentriche e pericolose.

### Lankhmar
La metropoli di Lankhmar è descritta come una città corrotta, affollata e labirintica, al contempo barocca e squallida e così avvolta dallo smog che raramente si possono vedere le stelle; situata vicino al Mare Interno (Inner Sea), Lankhmar viene visitata da navi provenienti da tutto Nehwon ed è il punto di partenza di molti viaggi di Fafhrd e del Mouser.
La città è formalmente governata da un sovrano e dalla sua nobiltà, ma la Gilda dei ladri (Thieves' Guild) è assai influente e controlla pressoché tutto il mondo criminale cittadino dalla sua fortezza in Via del Buon Mercato (Cheap Street), vicino a Vicolo Buio (Death Alley) e Vicolo dell'Omicidio (Murder Alley). Sin dal loro arrivo in città nel racconto Brutto incontro a Lankhmar (Ill Met in Lankhmar) Fafhrd e il Mouser operano da banditi indipendenti, sfidando apertamente il monopolio della Gilda, e tendono a usare come base operativa la taverna dell'Anguilla d'Argento (Silver Eel), dietro la quale si trovano il Vicolo delle Ossa (Bones Alley) e la locanda della Lampreda Dorata (Golden Lamprey).
Il principale punto d'incontro di Lankhmar è la Piazza delle Delizie Tenebrose (Plaza of the Dark Delights), mentre il centro religioso è la Via degli Dei (Gods Street), lungo la quale si affollano i templi e i sacerdoti di innumerevoli culti importati dall'estero, dalle religioni più ricche e rispettabili praticate in lussuosi santuari alle dottrine semisconosciute predicate da miseri pulpiti. A queste divinità originariamente forestiere, dette "Dei in Lankhmar", si aggiunge anche il culto degli "Dei di Lankhmar", i numi tutelari ancestrali della città, i quali sono più temuti che venerati e si manifestano essenzialmente per proteggere Lankhmar da minacce di estrema gravità, o per annientare gli Dei in Lankhmar divenuti eccessivamente popolari.
Nel romanzo Le spade di Lankhmar si apprede che al di sotto della metropoli prospera una maligna civiltà sotterranea di ratti senzienti, i quali complottano e cospirano da generazioni per invadere la superficie e sottomettere gli esseri umani.
Nelle stesure originali dei primi racconti della saga, la città veniva a volte chiamata "Lankmar" o "Lahkmar": questa difformità ortografica può essere ricondotta a un errore di Leiber nel trascrivere le mappe create da Fischer e da sua moglie Martha.

## Storia editoriale
Già nel 1936 Leiber aveva composto il primo racconto con protagonisti Fafhrd e il Gray Mouser, Il gambetto dell'adepto (Adept's Gambit), e ne aveva iniziato un secondo, The Tale of the Grain Ships, mentre Fischer aveva vergato 10.000 parole di una terza storia, I signori di Quarmall (The Lords of Quarmall), tuttavia i due personaggi esordirono solo nel 1939 con il racconto di Leiber Two Sought Adventure, edito sulla rivista Unknown. Nel lustro in cui Unknown fu attiva, da 1939 a 1943, Leiber vi pubblicò a cadenza annuale i racconti di Fafhrd e del Gray Mouser, ma dopo la chiusura del magazine si limitò a includere Il gambetto dell'adepto nell'antologia Neri araldi della notte (Night's Black Agents, Arkham House, 1947) e a comporre due ulteriori racconti per Suspense Magazine e Other Worlds all'inizio degli anni Cinquanta; i sette testi apparsi inizialmente su rivista vennero poi antologizzati nel volume Two Sought Adventure (Gnome Press, 1957), comprendente anche un ottavo racconto introduttivo composto appositamente. Poco dopo l'uscita di Two Sought Adventure, Leiber fu persuaso dalla curatrice Cele Goldsmith a comporre nuove avventure del suo iconico duo per Fantastic, la rivista diretta da Goldsmith stessa: fra 1959 e 1970 la saga fu quindi ampliata con nove testi totalmente inediti, con una redazione de I signori di Quarmall completata da Leiber (1964) e con una nuova stesura di The Tale of the Grain Ships intitolata Scylla's Daughter (1961): questa seconda fase di composizione culminò nel 1970 con Brutto incontro a Lankhmar (Ill Met in Lankhmar), l'unico racconto pubblicato sul Magazine of Fantasy & Science Fiction anziché su Fantastic, che valse a Leiber un Premio Nebula e un Premio Hugo.
A cavallo tra gli anni Sessanta e Settanta Leiber entrò in contatto con Donald Wollheim, all'epoca direttore delle collane di fantascienza della Ace Books, e fu convinto da questi a riorganizzare tutti i venti racconti di Fafhrd e il Gray Mouser secondo l'ordine cronologico interno, a partire dalle origini dei due personaggi in Le donne delle nevi (The Snow Women, 1970) e L'empio Graal (The Unholy Grail, 1962) fino alla loro avventura raccontata in Scylla's Daughter; nel corso di tale operazione Leiber scrisse cinque nuovi racconti con cui colmare le ellissi temporali entro la cronologia ed espanse Scylla's Daughter in un romanzo, Le spade di Lankhmar (The Swords of Lankhmar). La nuova revisione sistematizzata della saga fu dunque pubblicata da Ace Books nei cinque volumi Spade e diavolerie (Swords and Deviltry, 1970), Spade contro la morte (Swords Against Death, 1970), Spade nella nebbia (Swords in the Mist, 1968), Spade contro la magia (Swords Against Wizardry, 1968) e Le spade di Lankhmar (The Swords of Lankhmar, 1968).
Terminata questa massiccia ristrutturazione, Leiber abbandonò i due personaggi per circa un lustro, poi a partire dal 1973 pubblicò sia su riviste sia in antologie otto ulteriori testi successivamente riuniti nel volume Spade tra i ghiacci (Swords and Ice Magic, 1977), mentre l'anno successivo venne dato alle stampe l'unico racconto della serie composto dal solo Otto Fischer, The Childhood and Youth of the Gray Mouser; la saga tuttavia si chiuse effettivamente solo nei tardi anni Ottanta, con i quattro testi confluiti ne Il cavaliere e il fante di spade (The Knight and Knave of Swords, 1988).
Nei suoi ultimi anni di vita Leiber autorizzò lo scrittore Robin Wayne Bailey a comporre nuove avventure di Fafhrd e il Gray Mouser e ad oggi Bailey ha sfruttato la licenza di Leiber per comporre un unico romanzo, Swords Against the Shadowland (1998).

## Opere
Si segnala che dodici dei trentasette episodi della serie sono stati tradotti in italiano per la prima volta entro volumi miscellanei (cfr. le note associate ai singoli testi), mentre l'eptalogia Ace Books è stata pubblicata integralmente da Editrice Nord; si noti che nella prima edizione cartonata i volumi dal primo al quarto furono combinati assieme nell'omnibus Il mondo di Nehwon (trad. Roberta Rambelli, Fantacollana 20, Editrice Nord, 1977), mentre il quinto, sesto e settimo vennero pubblicati singolarmente; la successiva ristampa in formato tascabile unì invece il primo e il secondo volume nella raccolta Le donne delle nevi (Tascabili Fantasy 25 [72], Editrice Nord, 1995) e il terzo e il quarto in Spade nella nebbia (Tascabili Fantasy 27 [81], Editrice Nord, 1995), mantenendo in tomi singoli il quinto e il sesto volume (il settimo non fu ristampato); l'intera serie è stata successivamente ristampata nell'omnibus integrale Sword & Sorcery: L'epopea di Fafhrd e del Gray Mouser, Oscar Draghi, Arnoldo Mondadori Editore, 2020. Resta inedito l'ottavo romanzo autorizzato composto da Robin Wayne Bailey.
1. Spade e diavolerie (Swords and Deviltry, Ace Books, 1970). Nell'omnibus Il mondo di Nehwon, trad. Roberta Rambelli, Fantacollana 20, Editrice Nord, 1977. Comprende due romanzi brevi e due racconti:
  - "Induzione" ("Induction"), nella raccolta Two Sought Adventure, Gnome Press, 1957.
  - Le donne delle nevi (The Snow Women), Fantastic aprile 1970.
  - "L'empio Graal" ("The Unholy Grail"), Fantastic ottobre 1962. Candidato al Premio Hugo per il miglior racconto breve, 1963.
  - Brutto incontro a Lankhmar (Ill Met in Lankhmar), The Magazine of Fantasy & Science Fiction aprile 1970. Premio Hugo per il miglior romanzo breve, 1971. Premio Nebula per il miglior romanzo breve, 1970.
2. Spade contro la morte (Swords Against Death, Ace Books, 1970). Nell'omnibus Il mondo di Nehwon, trad. Roberta Rambelli, Fantacollana 20, Editrice Nord, 1977. Comprende dieci racconti:
  - "La maledizione ciclica" ("The Circle Curse"), composto appositamente.
  - "Le gemme nella foresta" ("Two Sought Adventure" poi "The Jewels in the Forest"), Unknown agosto 1939.
  - "La casa dei ladri" ("Thieves' House"), Unknown febbraio 1943.
  - "L'approdo desolato" ("The Bleak Shore"), Unknown novembre 1940.
  - "La torre che ululava" ("The Howling Tower"), Unknown giugno 1941.
  - "La terra sprofondata" ("The Sunken Land"), Unknown febbraio 1942.
  - "I sette sacerdoti neri" ("The Seven Black Priests"), Other Worlds maggio 1953.
  - "Artigli nella notte" ("Dark Vengeance" poi "Claws from the Night"), Suspense autunno 1951.
  - "Il prezzo del sollievo" ("The Price of Pain-Ease"), composto appositamente.
  - "Il bazaar del bizzarro" ("Bazaar of the Bizarre"), Fantastic agosto 1963.
3. Spade nella nebbia (Swords in the Mist, Ace Books, 1968). Nell'omnibus Il mondo di Nehwon, trad. Roberta Rambelli, Fantacollana 20, Editrice Nord, 1977. Comprende un romanzo breve e cinque racconti:
  - "La nube d'odio" ("The Cloud of Hate"), Fantastic maggio 1963.
  - "Tempi magri a Lankhmar" ("Lean Times in Lankhmar"), Fantastic novembre 1959.
  - "Il loro amore: il mare" ("Their Mistress, the Sea"), composto appositamente.
  - "Quando il re del mare è assente" ("When the Sea-King's Away"), Fantastic maggio 1960.
  - "La diramazione sbagliata" ("The Wrong Branch"), composto appositamente.
  - Il gambetto dell'adepto (Adept's Gambit), nella raccolta Neri araldi della notte (Night's Black Agents), Arkham House, 1947.
4. Spade contro la magia (Swords Against Wizardry, Ace Books, 1968). Nell'omnibus Il mondo di Nehwon, trad. Roberta Rambelli, Fantacollana 20, Editrice Nord, 1977. Comprende due romanzi brevi e due racconti:
  - "Nella tenda della strega" ("In the Witch's Tent"), composto appositamente.
  - Il porto delle stelle o La rampa delle stelle (Stardock), Fantastic settembre 1965. Candidato al Premio Hugo per il miglior racconto breve, 1966.
  - "I due migliori ladri di Lankhmar" ("The Two Best Thieves of Lankhmar"), Fantastic agosto 1968.
  - I signori di Quarmall (The Lords of Quarmall), serializzato in due puntate in Fantastic gennaio e febbraio 1964. Collaborazione con Harry Otto Fischer.
5. Le spade di Lankhmar (The Swords of Lankhmar, Ace Books, 1968), riscrittura espansa del romanzo breve Scylla's Daughter, Fantastic maggio 1961. Trad. Roberta Rambelli, Fantacollana 12, Editrice Nord, 1976.
6. Spade tra i ghiacci (Swords and Ice Magic, Ace Books, 1977). Trad. Roberta Rambelli, Fantacollana 28, Editrice Nord, 1979. Comprende un romanzo breve e sette racconti:
  - "La tristezza del carnefice" ("The Sadness of the Executioner"), nell'antologia Flashing Swords! #1 a cura di Lin Carter, Science Fiction Book Club, Doubleday, 1973.
  - "La bella e le bestie" ("Beauty and the Beasts"), nella raccolta Spazio, tempo e mistero (The Book of Fritz Leiber), DAW Books, DAW Collectors 87, 1974.
  - "Prigionieri nella terra delle ombre" ("Trapped in the Shadowland"), Fantastic novembre 1973.
  - "L'esca" ("The Bait"), Whispers dicembre 1973.
  - "Sotto i pollici degli dei" ("Under the Thumbs of the Gods"), Fantastic aprile 1975.
  - "Prigionieri del Mare delle Stelle" ("Trapped in the Sea of Stars"), nella raccolta Spazio, tempo e altri misteri (The Second Book of Fritz Leiber), DAW Books, DAW Collectors 164, 1975.
  - "La Mostreme di ghiaccio" ("The Frost Monstreme"), nell'antologia Flashing Swords! #3 a cura di Lin Carter, Dell Publishing, 1976.
  - L'isola della brina (Rime Isle), serializzato in due puntate in Cosmos SF&F Magazine maggio e luglio 1977.
7. Il cavaliere e il fante di spade (The Knight and Knave of Swords, Ace Books, 1988). Trad. Carla della Casa, Fantacollana 96, Editrice Nord, 1990. Comprende due romanzi brevi e due racconti:
  - "La magia del mare" ("Sea Magic"), The Dragon dicembre 1977.
  - "La sirena" ("The Mer She"), nella raccolta Heroes and Horrors, Whispers Press, 1978.
  - La maledizione delle piccole cose e delle stelle (The Curse of the Smalls and the Star), nell'antologia Heroic Visions, a cura di Jessica Amanda Salmonson, Ace Books, 1983.
  - Il Mouser sottoterra (The Mouser Goes Below), composto appositamente.
8. Swords Against the Shadowland, White Wolf Publishing, 1998. I nterquel composto da Robin Wayne Bailey  ambientato durante le ellissi temporali del racconto "La maledizione ciclica" (compreso in Spade contro la morte).

Alla saga principale si aggiungono i seguenti testi minori, di cui solo il primo edito in Italiano:
- Fritz Leiber, The Grey Mouser (sic), The Acolyte autunno 1944. Due poesie liriche con protagonista il Gray Mouser, riunite alla serie principale come testo prefatorio nell'omnibus italiano Sword & Sorcery: L'epopea di Fafhrd e del Gray Mouser, Oscar Draghi, Arnoldo Mondadori Editore, 2020.
- Harry Otto Fischer, The Childhood and Youth of the Gray Mouser in The Dragon, n. 18, 1978. Unico racconto del ciclo composto dal solo Fischer, mai integrato da Leiber nella sequenza in sette volumi.
- Una scena di sesso contenuta in The Swords of Lankhmar tagliata dal curatore Don Wollheim e pubblicata in Fantasy Newsletter #49, luglio 1982.[7]
- Due estratti promozionali tratti da Il Mouser sottoterra: The Mouser Goes Below: An Excerpt, Whispers Ottobre 1987, e Slack Lankhmar Afternoon Featuring Hisvet, nell'antologia Terry's Universe a cura di Beth Meacham, 1988.
- Fritz Leiber, The Tale of the Grain Ships: A Fragment, in The New York Review of Science Fiction, Maggio 1997. Prima pubblicazione del racconto incompiuto di Leiber poi rielaborato in Scylla's Daughter.

Va infine segnalato che Leiber fece pubblicare alcuni racconti in edizioni antologiche difformi rispetto alla scansione in sette volumi:
- Two Sought Adventure, Gnome Press, 1957. Raccolta di sette racconti già apparsi su rivista più un ottavo racconto inedito, successivamente ripartiti fra Spade e diavolerie e Spade contro la morte.
- Rime Isle, Whispers Press, 1977. Romanzo fix-up che combina il racconto "La Mostreme di ghiaccio" ("The Frost Monstreme") e il romanzo breve L'isola di brina (Rime Isle).
- Bazaar of the Bizarre, Donald M. Grant, 1978. Raccolta illustrata da Stephan Peregrine dei racconti "Il bazaar del bizzarro" ("Bazaar of the Bizarre"), "La nube d'odio" ("The Cloud of Hate") e "Tempi magri a Lankhmar" ("Lean Times in Lankhmar").

### Adattamenti a fumetti
Nel 1972 comparvero in Wonder Woman #202 insieme all'omonimo personaggio e a Catwoman in una storia scritta da Samuel R. Delany. In 1973 la DC Comics pubblicò la serie Sword of Sorcery, durata cinque numeri, con protagonista il duo. La serie era scritta da Denny O'Neil con disegni di Howard Chaykin, Walt Simonson e Jim Starlin. Le storie includono adattamenti di Il prezzo del sollievo, La casa dei ladri, La nube d'odio e La terra sprofondata, oltre a storie originali.
Nel 1991 la Epic Comics pubblicò una serie di quattro numeri contenente l'adattamento di sette storie: Ill Met in Lankhmar (numero 1), The Circle Curse and The Howling Tower (numero 2), The Price of Pain Ease e Bazaar of the Bizarre (numero 3), e Lean Times in Lankhmar and When the Sea King's Away (numero 4), con testi di Howard Chaykin e disegni di Mike Mignola. Mignola disegnò anche le copertine e le illustrazioni interne per la raccolta di storie di pubblicate dalla White Wolf. La serie venne raccolta dalla Dark Horse Comics in un'edizione trade paperback pubblicata nel marzo 2007.
La Marvel Comics creò una propria versione di Fafhrd e del Gray Mouser, introducendo la coppia formata dal barbaro vaniriano Fafnir e dal suo compagno Blackrat nei fumetti dedicati a Conan il barbaro. L'autore dei fumetti originali di Conan, Roy Thomas, non tenne segreto che erano stati intenzionalmente creati come omaggio ai personaggi di Leiber.

### Giochi
Nel 1973 Leiber e Fischer crearono un complesso wargame ambientato nel mondo di Nehwon, intitolato Lahkmar, giocato su una grande mappa (un metro e mezzo per settantacinque centimetri), in cui ogni giocatore controlla un eroe (Fafhrd, il Gray Mouser, Pulgh o Movarl) che guida le sue truppe alla conquista delle cittadelle degli altri giocatori.
Una versione semplificata sempre intitolata Lankhmar fu pubblicata dalla TSR nel 1976. La nuova versione utilizzava elementi che nel frattempo erano diventati comuni nei wargame, come una mappa esagonale e la risoluzione dei combattimenti mediante tabelle casuali (piuttosto che usare una mappa quadrettata e la semplice cattura del pezzo come nella versione originale).
La prima edizione del manuale Deities & Demigods e la seconda edizione di Legends & Lore, entrambi per Advanced Dungeons & Dragons, includono una sezione sui miti di Nehwon e presentano statistiche di gioco per molti personaggi, mostri e divinità del ciclo.
Fafhrd e il Gray Mouser sono i protagonisti della coppia di librogame Dragonsword of Lankhmar (James M. Ward, 1986). Un giocatore controlla Fafhrd e il Gray Mouser che cercano di ritrovare una spada magica nascosta sotto un altare (esattamente quale non sono sicuri). L'altro giocatore controlla la locale corporazione dei ladri che cerca di ucciderli per lavorare nella loro città senza averne il permesso.
Lankhmar – City of Adventure (Bruce Nesmith, Douglas Niles e Ken Rolston, 1985) è un supplemento per Advanced Dungeons & Dragons dedicato a Lankhmar che contiene mappe, una descrizione dei luoghi cittadini, statistiche di gioco per i principali personaggi che compaiono nelle storie e idee per avventure in città e nelle sue vicinanze. Venne ripubblicato aggiornato nel 1993 per la seconda edizione di AD&D. Vennero prodotti diversi moduli e accessori per l'uso con City of Adventure.
Fritz Leiber's Lankhmar: The New Adventures of Fafhrd and Gray Mouser (1996) è un set in scatola che rimpiazzò Lankhmar, City of Adventure e conteneva una versione semplificata delle regole di AD&D, per essere usato da solo, oltre che come supplemento di gioco.
Nel 2006 la Mongoose Publishing pubblicò alcuni supplementi ambientati a Lankhmar, basati sulla sua versione del gioco di ruolo RuneQuest, cominciando con Lankhmar e Lankhmar: Nehwon.
Per molti anni la rivista di giochi di ruolo Dragon ha contenuto una rubrica dedicata a oggetti magici intitolata "Bazaar of the Bizarre", in omaggio all'emporio magico protagonista dell'omonimo racconto.

## Citazioni in altre opere
Ne Il colore della magia Terry Pratchett parodia Fafhrd e il Gray Mouser come Bravd e il Weasel. Sebbene Ankh-Morpork sia molto simile a Lankhmar e Pratchett è noto per l'uso di pastiche nelle sue prime opere, ha affermato che Ankh-Morpork non è un riferimento intenzionale a Lankhmar
Nei numeri 77 e 78 del fumetto Fables della Vertigo i personaggi Freddy e Mouse compaiono come ladri locali che, depredando una fortezza tra le nevi, aprono quella che assomiglia una tomba, lasciando uscire il Signore Oscuro.
Nel videogioco Baldur's Gate della Bioware la password per la corporazione dei ladri è "Fafhrd".